# غريغ كريستي
غريغ كريستي (بالإنجليزية: Greg Christy)‏ هو لاعب كرة قدم أمريكية أمريكي، ولد في 29 فبراير 1962.

## وصلات خارجية
- غريغ كريستي على موقع مرجع كرة القدم المحترفة.كوم (الإنجليزية)